# Orheiul Vechi

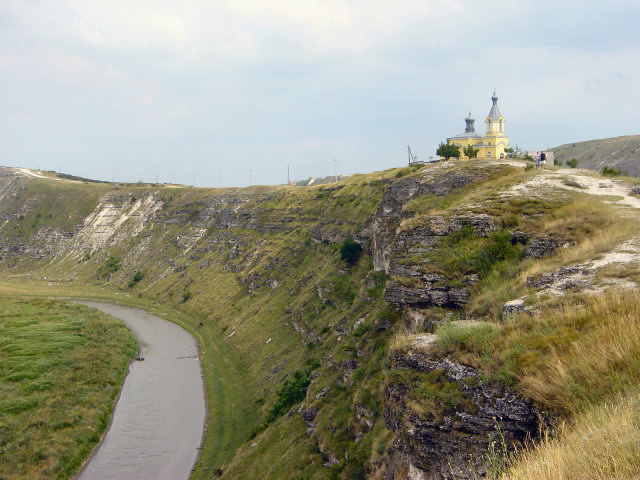
Orheiul Vechi

Orheiul Vechi är ett fornminne i Trebujeni, 60 kilometer nordost om Chişinău i Moldavien vid floden Răut. 

## Historia
Gamla Orhei har spår från olika civilisationer däribland en getisk-dakisk fästning (500-100-talet f.Kr.) Yangi-Shehri (andra halvan av 1300-talet), ortodoxa kloster (1300-tal) och den moldaviska staden Vechi (1400- till 1700-talet)
Den forntida staden Orheiul Vechi (Gamla Orhei) - är ett unikt naturligt och historiskt friluftskomplex. Här kombineras det naturliga landskapet med spår av forntida civilisationer. Som ett resultat av omfattande arkeologiska utgrävningar här har man upptäckt kulturlager från olika epoker såsosm paleolitikum, eneolitikum och järnåldern. 
Geternas och Dakiernas kultur från början och mitten av medeltiden representeras av resterna av jord och träfästningar och spår av två medeltidsstäder - Shehr al-Djedid under Gyllene Hordens era och den moldaviska staden Orhei.

## Världsarvsstatus
Den 30 november 2007 sattes kulturlandskapet Orheiul Vechi upp på Moldaviens tentativa världsarvslista.